# Geylang International FC
Geylang International Football Club is een Singaporese voetbalclub uit Bedok. De club werd opgericht in 1973. De thuiswedstrijden worden in het Bedok Stadium gespeeld, dat plaats biedt aan 4.000 toeschouwers. De clubkleuren zijn groen-wit. 

## Erelijst
Nationaal
- S-League
  - Winnaar: (2) 1996, 2001
  - Runner up: (1) 2003
- Singapore FA Cup
  - Winnaar: (1) 1996
- President's Cup
  - Winnaar: (5) 1976, 1978, 1990, 1991, 1995

## Erelijst alsGeylang International
Nationaal
- Premier League
  - Winnaar: (6) 1988, 1989, 1990, 1991, 1992, 1993
- National Football League
  - Winnaar: (3) 1975, 1976, 1977

## Naamswijzigingen
| Jaar | Naam                                | Bijzonderheid |
| ---- | ----------------------------------- | ------------- |
| 1973 | International Contract Specialists  | Oprichting    |
| 1975 | Geylang International               |               |
| 1996 | Geylang United Football Club        |               |
| 2013 | Geylang International Football Club |               |